# طلال بن محمد الرشيد
الأمير طلال المحمد الطلال الرشيد الشمّري (اسمه الكامل : طلال بن محمد بن طلال بن نايف بن طلال بن عبد الله بن علي بن رشيد الجعفري الشمري).
هو ابن آخر حكام أسرة الرشيد التي حكمت حائل في جزيرة العرب (1830 - 1921). إذ في عهد والده محمد بن طلال بن نايف الرشيد سقطت حائل في قوات الملك عبد العزيز في 2 نوفمبر 1921.
بعد سقوط حائل، أخذ الملك عبد العزيز والده الأمير محمد الطلال إلى الرياض وتزوج من ابنته جواهر أمّا أختها وطفا، فتزوجت من مساعد بن عبد العزيز آل سعود وأنجبت منه خالد وفيصل وبندر والجوهرة. في عام 1952 قُتل والده محمد الطلال في مكان إقامته بالرياض، السعودية.
هاجر طلال المحمد الرشيد إلى لبنان، ومكث فيها ومن ثم انتقل إلى فرنسا محل إقامته الحالية.
تزوج الأمير طلال من :
- الجوهرة بنت محمد السعود الرشيد
- هند السليمان الرشيد
- ترفه الجبرين
- عايده البحصلي ( لبنانية )

له من الأبناء :
- مشعل، أمه ترفه الجبرين
- محمد  أمه الجوهرة الرشيد .
- بندر، أمه الجوهرة الرشيد
- عبد الإله، أمه الجوهرة الرشيد
- نوف، أمها الجوهرة الرشيد
- مضاوي الرشيد ولولوة وبدر أبناء عايدة البحصلي

وتعلّمت ابنته، الدكتورة مضاوي الرشيد الأكاديمية والسياسية المعروفة، في لبنان وفرنسا والمملكة المتحدة.
في أغسطس 2006 أعلن الأمير طلال من موقع إقامته في باريس عن إنشاء جبهة المعارضة السعودية الديمقراطية، والتي وصفها حسب وكالات الأنباء العالمية بأنها «ستعمل على إرساء الديمقراطية الحقة وإنشاء مؤسسات تضمن قيم العدالة والمساواة في السعودية». في عام 2007 سحب النظام السعودي جواز سفره السعودي كوسيلة للضغط عليه.